# Новосеменкино (Белебеевский район)
Новосемёнкино (баш. Яңы Семенкин) — село Семенкинского сельсовета Белебеевского района Республики Башкортостан.

## Географическое положение
Расположено на р. Курган (приток р. Чермасан).
Расстояние до:
- районного центра (Белебей): 36 км,
- центра сельсовета (Старосеменкино): 7 км,
- ближайшей ж/д станции (Аксаково): 48 км.

## Население
| 2002 | 2009 | 2010 |
| ---- | ---- | ---- |
| 302  | ↘276 | ↗295 |

Историческая численность населения: в 1906—833 чел.; 1920—1008; 1939—930; 1959—777; 1989—297; 2002—302.
Национальный состав
Согласно переписи 2002 года, преобладающая национальность — чуваши (95 %).

## Инфраструктура
МБОУ ООШ с. Новосеменкино.